# Molino de Villobas
Molino de Villobas (aragonesisch O Molín de Villobas) ist ein spanischer Ort in der Provinz Huesca der Autonomen Gemeinschaft Aragonien. Molino de Villobas, im Pyrenäenvorland liegend, gehört zur Gemeinde Sabiñánigo. Der Ort hatte im Jahr 2015 vier Einwohner.

## Geographie
Der Ort, im Tal des Río Guarga, liegt etwa 26 Straßenkilometer südöstlich von Sabiñánigo, er ist über die N330 und danach über die Landstraße A1604 zu erreichen. 